# Vittabotys
Vittabotys és un gènere d'arnes de la família Crambidae. Conté només una espècie, Vittabotys mediomaculalis, que es troba a la Xina.